# Otto Abetz
Otto Abetz (Schwetzingen, 26 marzo 1903 – Langenfeld, 5 maggio 1958) è stato un diplomatico e generale tedesco, ambasciatore della Germania nazista presso la Francia di Vichy durante la seconda guerra mondiale.

## Biografia
Di professione insegnante di disegno nelle scuole, si iscrisse al partito nazista nel 1931 e, collaboratore di Joachim von Ribbentrop, allora alto funzionario della sede centrale del partito nazista, entrò nel ministero degli esteri tedesco nel 1935. Lo stesso anno si aggregò alle SS (in cui alla fine raggiunse il grado di SS-Brigadeführer).
Seguace delle teorie di Briand sulla comunità europea ed ardente francofilo, Abetz rappresentò la Germania in Francia nel 1938 e 1939, favorendo l'incontro tra giovani in collaborazione con il francese Luchaire e in questo periodo fu iniziato in massoneria nella loggia "Goethe" della Gran Loggia di Francia (GLF)). Per queste sue convinzioni fu espulso dalle SS dopo la dichiarazione di guerra nel settembre 1939 e non fu utilizzato dai vertici nazisti fino a quando, costituito il governo di Vichy, Hitler non ritenne utile sfruttare a fondo le risorse del collaborazionismo francese. In seguito all'armistizio tra Francia e Germania, fu inviato come ambasciatore presso il governo collaborazionista del maresciallo Pétain di Vichy nel novembre 1940; tuttavia restò per la maggior parte del tempo a Parigi, ma in ogni caso svolse una utilissima azione, riuscendo a convincere sia Laval che Darlan a collaborare con i tedeschi. Lasciò la Francia nel settembre 1944 seguendo l'esercito tedesco in ritirata.
Nel dopoguerra venne arrestato e condannato: nel luglio 1949 un tribunale francese condannò Abetz a vent'anni di lavori forzati per crimini di guerra, in particolare per il suo ruolo nel preparare la deportazione di ebrei francesi verso i campi di sterminio nazisti, ma fu rimesso in libertà nell'aprile 1954.
Morì nel 1958 all'età di 55 anni, vittima di un incidente d'auto. Furono avanzate ipotesi per cui l'incidente era stato provocato per vendetta contro le sue azioni durante la guerra, ma non furono mai trovate prove al riguardo.